# Daingerfield
Daingerfield är en stad i den amerikanska delstaten Texas med en yta av 6,3 km² och en folkmängd som uppgår till 2 517 invånare (2000). Daingerfield är administrativ huvudort i Morris County.